# Radisson (Saskatchewan)
Radisson es un pueblo canadiense situado en la provincia de Saskatchewan.

## Superficie
Radisson tiene una superficie de 2,07 km².

## Demografía
En 2021, tenía 466 habitantes, una densidad poblacional de 225,6 hab./km², y 256 viviendas.